# Rosmeer
Rosmeer est une section de la ville belge de Bilzen située en Région flamande dans la province de Limbourg. C'était une commune à part entière avant sa fusion avec Mopertingen en 1971.
Le village est situé à 11 kilomètres au nord-est de Tongres.

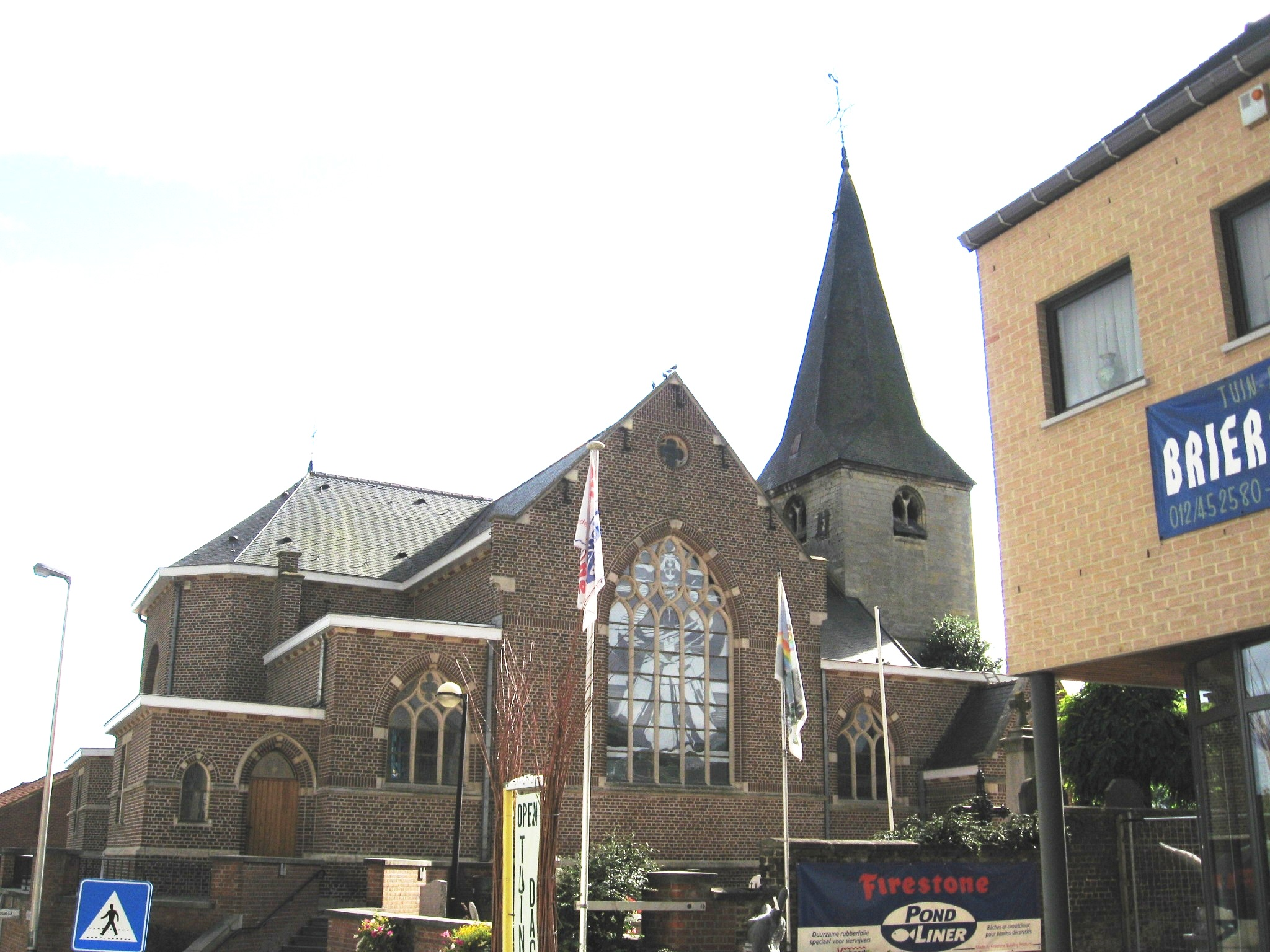
Église Saint-Pierre

## Évolution démographique
- Sources: INS, www.limburg.be et Ville de Bilzen